# سیارک ۱۹۷۷۵
سیارک ۱۹۷۷۵ (به انگلیسی: 19775 Medmondson، نامگذاری:2000PY) نوزده هزار و هفتصد و هفتاد و پنجمین سیارک کشف شده‌است که در ۱ اوت ۲۰۰۰ کشف شد.